# Alvydas Nikžentaitis
Alvydas Nikžentaitis (Panemunė, 18 ottobre 1961) è uno storico e saggista lituano.
Ricercatore senior dell'Istituto lituano di storia e presidente del Comitato degli storici nazionali lituani, è autore di numerosi saggi e articoli di ricerca sulla storia medievale lituana.

## Biografia
Nel 1988 Alvydas Nikžentaitis difese la sua tesi di dottorato sui rapporti tra il Granducato di Lituania e l'Ordine Teutonico nella prima metà del XIV secolo. Nel 1992 fondò insieme a Vladas Žulkus il Centro di Storia della Lituania occidentale e della Prussia a Klaipėda. Nikžentaitis fu anche il primo direttore del suddetto centro e dal 1993 fu capo del Dipartimento di Storia dell'Università di Klaipėda. Nel 1999 difese la sua tesi di dottorato abilitante sulla società precristiana lituana del XIII e XIV secolo. Nel 2000 venne nominato direttore dell'Istituto lituano di storia. Servì il massimo legale di otto anni in questa posizione. Fino al 2004 lavorò anche presso l'Istituto di Storia e Archeologia della Regione del Mar Baltico e fino al 2009 fu anche professore di Storia della Lituania presso l'Università Pedagogica di Vilnius, Facoltà di Storia. Dal 2009 coordina progetti di ricerca su vari temi nell'identità e nella memoria collettiva.